# Gleichenia hooglandii
Gleichenia hooglandii är en ormbunkeart som beskrevs av Holtt. Gleichenia hooglandii ingår i släktet Gleichenia och familjen Gleicheniaceae. Inga underarter finns listade.